# Viola arvensis
Viola arvensis là một loài thực vật có hoa trong họ Hoa tím. Loài này được Murray miêu tả khoa học đầu tiên năm 1770.

## Hình ảnh

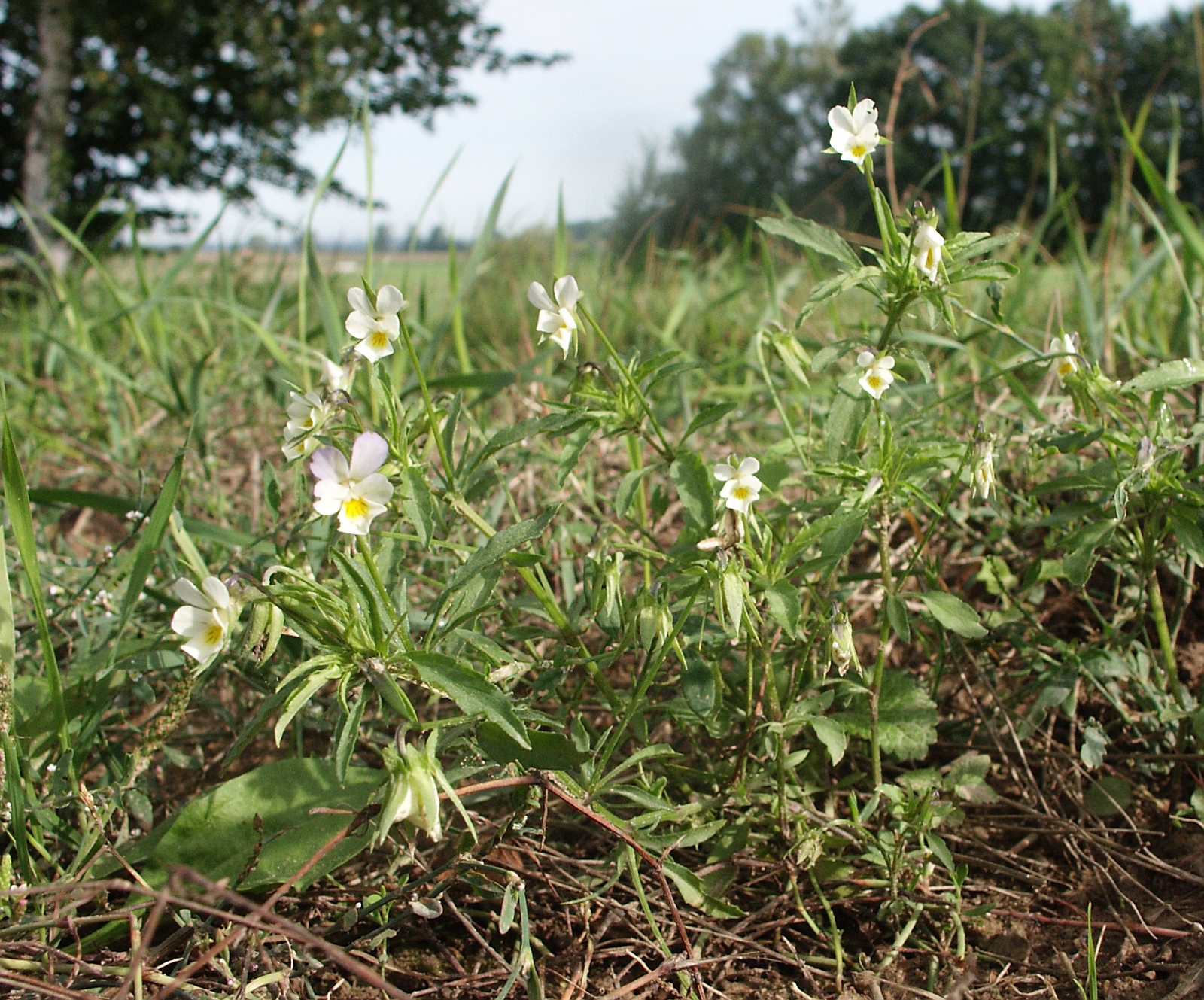
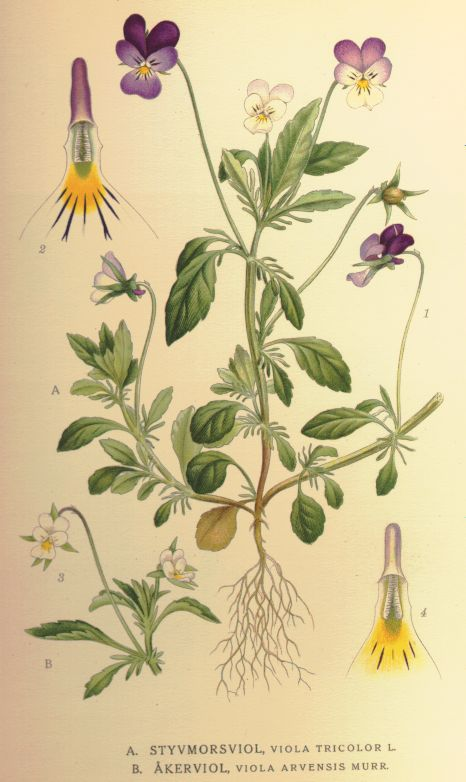
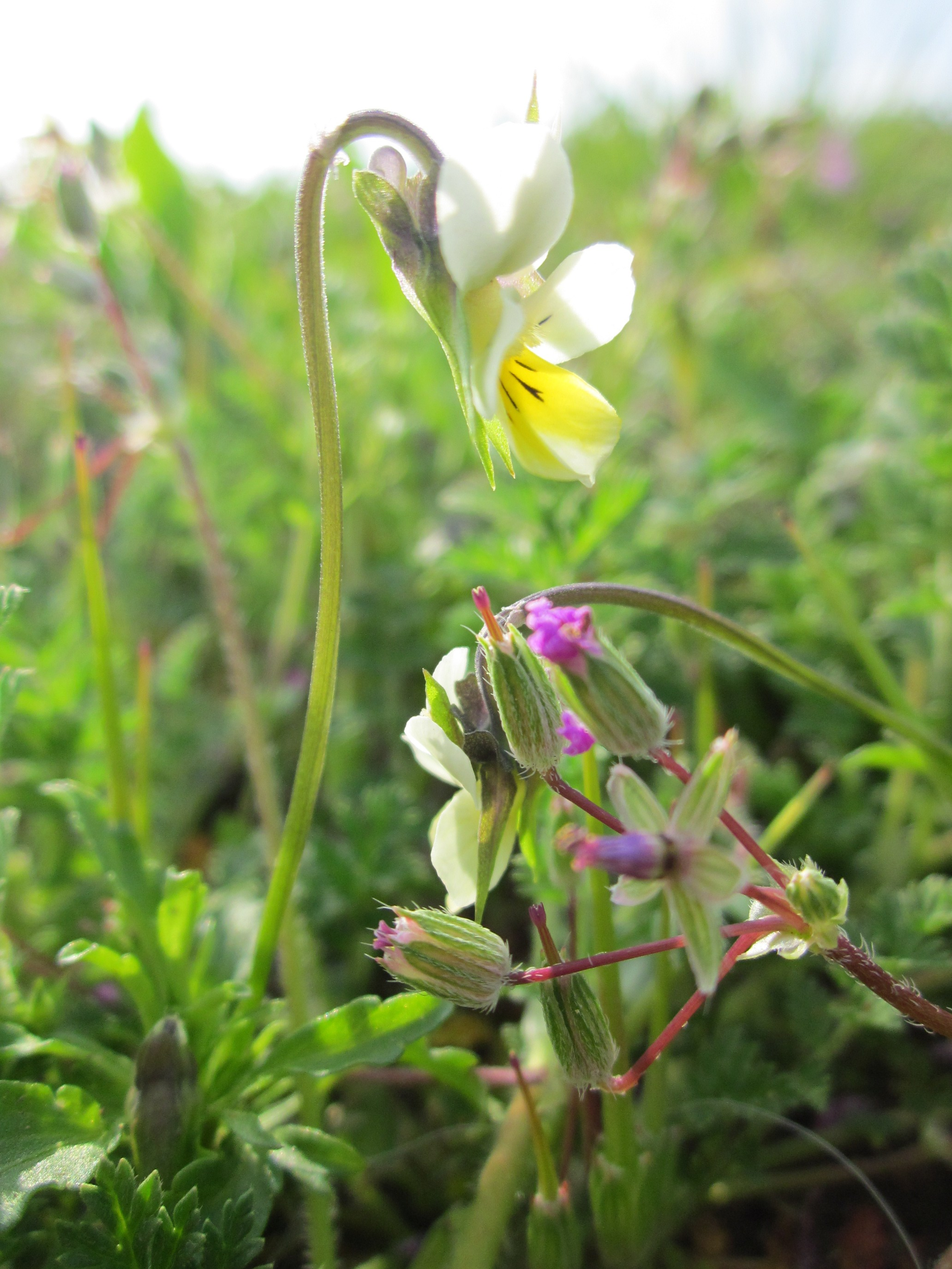